# 永泰街道
永泰街道是中华人民共和国山西省大同市平城区下辖的一个街道。

## 建置沿革
- 2021年3月，设立永泰街道。原南关街道的兴国寺、柳航里、永泰、光熙苑、平康里、凯德世家、永昌里、府南街、西后场、御河南路、锦祥、东后场、友谊街、红旗里14个社区居委会，原东街街道的水泉湾龙园、桥南、桥北、御馨花都4个社区居委会的行政区域为永泰街道的行政区域。[2]
- 2021年6月9日，将兴国寺社区、东后场社区、西后场社区3个社区整合成1个社区（兴国寺），将永泰社区分置成2个社区（永祥、泰安），将平康里社区分置成2个社区（平和、康吉），同时按照人口和面积科学合理划分社区管理服务区域。[3]

## 行政区划
永泰街道下辖兴国寺、柳航里、永泰、光熙苑、平康里、凯德世家、永昌里、府南街、西后场、御河南路、锦祥、东后场、友谊街、红旗里、水泉湾龙园、桥南、桥北、御馨花都等社区居委会。
2021年6月9日永泰街道优化调整后设18个社区（兴国寺、柳航里、永祥、泰安、光熙苑、平和、康吉、凯德世家、永昌里、府南街、御河南路、锦祥、友谊街、红旗里、水泉湾龙园、桥南、桥北、御馨花都）。